# Aveyond 2 Ean's Quest
Aveyond 2 Ean's Quest (Nhiệm vụ của Ean) là phần thứ 2 độc lập nằm trong loạt game Aveyond nổi tiếng do hãng Amaranth Games phát hành. Dựa trên khuôn mẫu của trò chơi nhập vai quen thuộc, thêm vào nhiều điều mới mẻ thú vị, trí tưởng tượng tuyệt vời, cộng thêm sự thành công vang khắp của game kế vị trước nó Aveyond 1 Rhen's Quest, Aveyond 2 ra đời nhận được nhiều sự phản hồi nồng nhiệt của giới hâm mộ game nhập vai trên toàn thế giới.

## Cốt truyện
Aveyond 2 xảy ra kể từ thế hệ thứ ba của Rhen sau khi cô đánh bại chúa tể bóng tối Ahriman và trở thành người trị vì vĩ đại của vương quốc Thais, phục hưng các vùng đất bị sụp đổ trước đó.
Câu chuyện được mở từ một mưu đồ đen tối của nữ hoàng Tuyết. Bà ta ép buộc một tiểu quỷ -Wart- tìm vương quốc để cai trị. Quỷ nhỏ Wart tìm thấy một nơi rất lạnh, trên núi cao, băng tuyết phủ quanh năm, một thành phố mùa đông Shaenlir nằm ở vùng đất chính rất phù hợp với bà. Bà đã trả công cho Wart bằng cách biến nó thành con người phục vụ cho mình (điều mà nó không bao giờ muốn), sử dụng phép thuật của nó để cai trị Shaenlir.
Nữ hoàng Tuyết thống trị Shaenlir trong mười năm. Không dừng lại ở đó, bà ta muốn thống trị nhiều hơn nữa, thống trị tất cả. Để điều xấu xa đó trở thành sự thật, bà ta tham vọng có thêm nhiều sức mạnh hơn nữa nhưng không thể, vì thế phải cướp từ người khác, rồi dùng nó hóa băng cả thế giới. Bà ta tiếp tục ép Wart đi tìm người thừa hưởng sức mạnh ấy.
Thế là câu chuyện bắt đầu từ một cậu yêu tinh Ean 17 tuổi sống tại một thung lũng phép thuật có tên là Vale- một nơi tách biệt hoàn toàn với thế giới hỗn tạp, bạo lực bên ngoài. Cậu có người bạn thân nhất tên là Iya. Một hôm, Iya trượt kiểm tra khi hát bài ca phép thuật trước cây đại thụ to nhất trong rừng nhưng không có hiện tượng gì xảy ra, vì thế nên cô bé rất buồn, thất vọng xấu hổ khi không được như cả thế hệ trước (mẹ và bà ngoại). Chính đêm đó, cô bé bị bắt vào thế giới mộng mị gặp nữ hoàng Tuyết, bà ta ép buộc Iya đi theo cùng bà và xóa đi một phần ký ức của cô. Sáng hôm sau, cả thung lũng tươi đẹp ngập đầy trong tuyết, Ean thấy rất lạ khi không một ai trong làng nhớ đến Iya ngay cả mẹ Iya và bà ngoại của cô. Ean đã đến nhà Iya, lục tung căn phòng trống và tìm thấy một cái dây nơ hồng- một kỉ vật thân thuộc của Iya. Ean tìm đến các già làng để hỏi chuyện nhưng tất cả đều không biết ai tên là Iya, các già làng chỉ cho cậu đến chỗ cây đại thụ to nhất sẽ có cách giải quyết. Ean lên tiếng hỏi và thật lòng khẩn cầu, cây đại thụ hiện ra vị mộc thần lưu niên, nói rõ với cậu Iya đang ở thế giới của con người và mở cổng thần cho cậu đến đó.
Đến Shaenlir, cậu vào được lâu đài bằng cửa phía sau bằng cách giả làm một người giúp việc. Khi tìm đến phòng của công chúa Iya, cô đuổi Ean đi vì không quen biết, Ean thất bại khi tìm cách chứng tỏ mình là người bạn thân trước đây của cô mặc dù Iya đã nhận ra chiếc nơ hồng. Trong lâu đài lúc này đang có vũ hội băng giá đặc biệt do nữ hoàng Tuyết mời tất cả các nhà thống trị đến dự, trong buổi tiệc, bà ta nói rõ âm mưu xấu xa của mình và đóng băng tất cả vị vua và nữ hoàng vương quốc khác. Ean cho Iya xem điều ấy qua chiếc gương nữ hoàng Tuyết đánh rơi khi xuống lầu. Vì thế, cả hai trốn khỏi lâu đài qua hệ thống cống ngầm bí mật ra đến núi tuyết và từ đó Iya bị truy nã khắp nơi. Khi qua khu rừng tuyết, họ gặp được Oracle, bà nhận ra Iya bị đánh mất các phần của phép thuật trên người, Oracle hướng dẫn cho cả hai phải tìm được sáu vị nữ thần nắm giữ tinh thần và nhờ họ hoàn lại những tinh thần đã mất cho Iya và chỉ bằng cách đó Iya có thể hóa phép cho cây đại thụ mở cổng thần về nhà. Vì thế, cả hai yêu tinh trẻ tuổi bắt tay nhau cùng khám phá sáu vị nữ thần, phá vở kế hoạch đen tối của mụ nữ hoàng xấu xa.
Cuộc phiêu lưu tìm kiếm bắt đầu (2 năm). Trong suốt cuộc hành trình, cả hai sẽ gặp được nhiều bạn bè sẽ gia nhập cuộc phiêu lưu cũng như kẻ thù phải đối mặt, sẽ gặp những nhiệm vụ hóc búa, những khó khăn nguy hiểm, lồng vào đó sẽ sự lãng mạn, tình yêu, sự thù ghét cũng như hài hước, thú vị.

## Các nhân vật quan trọng

### Các nhân vật trong nhóm

Các nhân vật trong Aveyond 2

- Ean Okho, nhà hoán đổi hình dạng, (nhân vật chính)

Tuổi: 17 / Nhà: làng yêu tinh Elfwood
Cậu yêu tinh học cách trở thành một người cắt cỏ ở Elfwood. Tất cả những gì cậu biết là thế giới nơi cậu ở- Thung lũng Vale. Cậu luôn cho rằng mình nhỏ con và không khỏe mạnh, bạn thân nhất của cậu- Iya không đồng ý quan điểm ấy. Khi Iya biến mất, cậu mạnh dạn đi vào thế giới con người tìm Iya.
Ean có thể hóa thành nhiều hình dạng khác nhau như thú dữ, quái vật đầu chim mình sư tử (điểu sư), kẻ khổng lồ một mắt, gà khổng lồ, quái vật khủng long kếch xù, quái vật hai đầu, ma cà rồng… bằng những linh vật chuyển đổi mà cậu tìm thấy trong cuộc hành trình.
- Iya Tiki, nhà học thuật, (người được chọn)

Tuổi: 16 / Nhà: làng yêu tinh Elfwood
Cô bạn thân nhất của Ean là một yêu tinh thú vị trong khu rừng phép thuật. Ước mơ lớn nhất của Iya là trở thành ca sĩ vĩ đại trong làng yêu tinh như truyền thống nhà cô. Một đêm, cô bị nữ hoàng Tuyết bắt đi trong giấc mộng vì sở hữu một năng lực phép thuật tuyệt vời mà cô không hề biết. Khi thoát khỏi Shaenlir, cô cùng Iya đi tìm sáu vị nữ thần để xin lại những năng lực đã bị nữ hoàng Tuyết cướp mất.
Trong hành trình, Iya có thể học được nhiều bài ca phép thuật thiên về tấn công (cực mạnh) từ các quả cầu phép thuật cô thu thập được suốt hành trình.
- Rye Zoyle, xạ thủ

Tuổi: 18 / Nhà: làng quê Ryva
Anh chàng nông thôn này là người có cuộc sống lặng lẽ, dành phần lớn thời gian trong rừng với ná để bắn chim chóc, vì thói quen ấy, Rye rất giỏi cung thuật. Cậu cảm thấy thoải mái, dễ chịu khi ở trong rừng với cây cối, chim muôn hơn là ở trong làng Ryva với những nông dân tẻ nhạt. Với cuộc sống chật hẹp, bó buộc của Ryva, Rye lớn lên trong sự mệt mỏi và muốn ra ngoài khám phá thế giới và anh là người gia nhập nhóm đầu tiên. Rye có thái độ hơi kì dị và hay chỉ trích với Emma vì cho rằng cô không giống bất kì người con gái nào mà anh gặp.
Ước mơ của Rye là trở thành một tướng lĩnh quân đội Thais.
- Emma Willow, đấu sĩ

Tuổi: 20 / Nhà: Candar- thành phố tình yêu
Emma là một người giúp việc suốt nhiều năm tại thành phố Candar. Emma rất ghét cuộc sống bị sai khiến, công việc người hầu của mình và thường hay than phiền rằng: "Emma làm thế này, Emma làm thế kia, Emma lau chùi cái này, Emma quét dọn cái kia" trong khi đang làm việc. Emma yêu kiếm và có mơ ước trở thành học sinh khóa chiến binh của trường Chiến tranh và Phép thuật ở Thais nhưng cô không đủ tiền. Emma rất dũng cảm và quyết tâm, cô muốn làm hoàn hảo mọi thứ mình đã học. Emma thường chỉ trích, bắt bẻ anh chàng nhà quê Rye vì dám xem thường đấng nữ nhi.
- Nicolas Pendragon, nhà phép thuật ánh sáng

Tuổi: 22 / Nhà: thành phố Thais
Nicolas là nhị hoàng tử của Thais, em trai của Uthar. Cậu có sức mạnh của ánh sáng lương thiện (được di truyền từ người ông vĩ đại Dameon) nhưng tính tình rất kiêu ngạo. Nicolas sẵn sàng dùng năng lực của mình chữa trị bệnh cho người trong hoàng gia và quý tộc nhưng thẳng thừng từ chối với thường dân. Nicolas cho mình là bề trên (một tính cách giống với Lars) của tất cả mọi người nhất là bọn rách nát nghèo mạc, bọn trộm, chửi mắng họ rất thậm tệ. Cậu gia nhập nhóm vì bị Uthar ép. Trong nhóm, Ava là người duy nhất trị được tính cách "vô lễ, bất lịch sự" của cậu. Mỗi khi Nicolas có hành động mắng chửi người khác hoặc kiêu ngạo, lập tức có một chiếc giày ma thuật đá vào cậu (do Ava mua của một mụ phù thủy ở rừng đầm lầy. Nicolas ghét nhất là bọn phù thủy bóng tối cặn bã.
Phép thuật của Nicolas thiên về hồi phục và phòng thủ (như Dameon nhưng hơi yếu) tức là cậu có thể chữa lành vết thương, trúng độc, gở bỏ nguyền rủa, hồi phục sức khỏe và tạo cả màn chắn cơ học và phép thuật cho riêng mình và cả nhóm.
- Gavin Morven, phù thủy

Tuổi: 28 / Nhà: làng phù thủy Bogwood
Là một phù thủy rất giỏi về phép thuật. Trong làng Bogwood (rừng đầm lầy), mọi phù thủy đều yêu Gavin (do anh phù bùa mê lên họ), và Gavin nghĩ điều đó thú vị nhưng rất chán và mệt mỏi với nó nên anh gia nhập nhóm. Gavin có một khiếu hài hước độc ác như mọi phù thủy. Gavin rất ghét bọn quý tộc cho rằng họ luôn sống sạch sẽ. Gavin cho rằng Ava là một phụ nữ thú vị vì cô không nằm trong tuýp phụ nữ tầm thường mà anh biết nào cả.
Phép thuật bóng tối của Gavin thiên về tấn công, có thể thu nhặt các cuộn phép bóng tối cho Gavin trong suốt hành trình.
- Jack, siêu trộm

Tuổi: 15 (chưa kể đến hơn 200 năm bị hóa đá) / Nhà: Thais
Jack (nhân vật trong Ahriman’s Prophecy) bị hóa đá bởi ác quỷ của Ahriman khi chúng hủy diệt Thais (thế hệ của nữ hoàng Alicia Pendragon) và được bảo quản cho đến ngày nay. Jack nghĩ mọi người đều ngốc, với những ngón tay lanh lợi linh hoạt, cậu móc túi rất nhiều người nhưng may mắn không mỉm cười với cậu, Jack bị bắt vào tù ngay lần đầu móc túi kể từ sau khi nhóm cởi bỏ sự phù phép trên người cậu. Jack gia nhập nhóm với điều kiện phải bảo lãnh cho cậu ra ngoài.
Trong hành trình, Jack có thể bẻ khóa rương kho báu, móc túi kẻ thù nhận chiến lợi phẩm.
- Ava "Một mắt", cướp biển

Tuổi: 35 / Nhà: thành phố sa mạc Seri
Ava là một điệp viên của hoàng tử Uthar, cô nằm vùng tại Seri với thân phận là một cướp biển. Là một thuyền trưởng có kinh nghiệm dày dặn, cô dành cả cuộc đời mình ở ngoài biển khơi. Đặc biệt, Ava rất thông minh. Cô có một bàn tay "cứng rắn", không quan tâm đến sự yếu đuối của bản thân. Ava tự nhận mình không phải là người phụ nữ yếu đuối, cô có trái tim sắt và rất gan dạ, mạnh mẽ khi nói chuyện với Gavin. Khi Uthar giao phó người em trai cho cô dạy dỗ, Ava nhận lời và dùng những biện pháp mạnh với Nicolas khiến cậu hơi khiếp đảm. Uthar gọi cô là Rip khi cô làm mật vụ cho anh.

### Các nhân vật ngoài nhóm
- Uthar Pendragon, hoàng tử Thais

Uthar, đại hoàng tử, anh trai cả của Nicolas, là người có tư cách phù hợp nhất để trở thành thái tử nối nghiệp vua. Uthar cai quản Thais khi trông chờ vua và nữ hoàng từ vũ hội băng trở về. Sau khi nữ hoàng Tuyết thực hiện mưu đồ đen tối, Uthar chỉ huy quân đội và tập hợp hội anh hung chống lại bà ta. Anh có nhiều đầu mối liên lạc khắp nơi trên thế giới. Là người am hiểu lịch sử đất nước cũng như cuộc phiêu lưu của Rhen Pendragon, người bà vĩ đại cũng là thần tượng của anh làm Uthar quý trọng các yêu tinh trong việc chia sẻ sứ mệnh cùng họ.
Uthar rất thích công chúa Ella đệ tứ của vương quốc Candar. Khi cả nhóm đánh bại nữ hoàng Tuyết, Uthar cùng Ella IV ở lại Shaenlir để cai quản và khôi phục vương quốc.
- Serendipity, nữ thần của may mắn

Cô tiên bé nhỏ với phép thuật sức mạnh của nước sống ở Stardale Glen, trên hòn đảo lớn có tên gọi là nơi hoang dã. Serendipity là thần bảo hộ cho dân làng yêu tinh ở Verashema. Cô bị bọn đầu quỷ bắt lên núi ở rừng Shivendale do nữ hoàng Tuyết sai bảo. Khi cứu được cô, vị tiên nhỏ này sẽ vui lòng trao cho Iya sự may mắn. Cô luôn tự hỏi tại sao lại có ai đó muốn bắt cóc các nữ thần và cô luôn sợ cho chị em của cô.
- Aisling, nữ thần của hi vọng

Cô tiên bé nhỏ này sống tại hồ nước thần tại khu rừng cổ tích trên đảo có tên là "Những câu chuyện thần tiên". Aisling là thần bảo hộ cho dân cư ở làng "Sống hạnh phúc mãi mãi về sau". Aisling bị những quỷ lửa tối bắt vào ngôi biệt thự toàn là gương. Khi cứu được cô, vị tiên nhỏ này sẽ vui lòng trao cho Iya tinh thần hi vọng.
- Nuha, nữ thần của trí tuệ

Cô tiên bé nhỏ này sống tại thành phố cổ Eradar bị đổ nát trên đỉnh núi Nhân ngư nằm trên vùng đất bị thất lạc. Nuha cũng là thần bảo hộ của thành phố này. Cô tiên bị nữ hoàng Tuyết hóa phép thành một cuốn sách trống không với tựa đề "Lịch sử của Nuha". Khi tìm được người viết được hoàn thiện toàn bộ cuốn sách, Nuha được giải phóng, vị tiên nhỏ này sẽ vui lòng trao cho Iya trí tuệ.
- Ceri, nữ thần của tình yêu

Cô tiên bé nhỏ này sống tại Khu vườn bí mật phía sau lâu đài Candar. Ceri là thần bảo hộ cho thành phố tình yêu. Cô là vị tiên duy nhất không bị nữ hoàng Tuyết bắt giữ. Khi Iya đến xin Ceri hoàn lại tình yêu cho mình, Ceri đã trao cho Iya lời chúc phúc tình yêu nhưng Iya không cảm thấy có gì khác,Ceri đã giải thích rằng:"Nữ hoàng Tuyết không thể lấy đi thứ mà bà ta không có và không thể nhận ra" và Ceri trao Iya viên đá của tình yêu để cho người nào cần đến nó.
- Ishtar, nữ thần của lòng vị tha

Vị nữ thần này sống trong lâu đài tuyết tại thành phố mùa đông Shaenlir nằm ở vùng đất chính, nữ thần này là một nhà phù thủy với phép băng giá rất mạnh. Điều đó nghe thật quen thuộc vì chỉ có một lý do rõ ràng, chính đáng: Ishtar chính là nữ hoàng Tuyết, một trong những nữ thần Iya cần tìm. Oracle nói cho Iya biết tình yêu của nữ hoàng Tuyết đã bị ai đó đánh cắp (lý giải vì sao nữ hoàng Tuyết đánh cắp được tất cả các nhân tố tính cách của Iya ngoại trừ tình yêu). Để có được lòng vị tha quả là điều không dễ dàng, Iya phải có đủ sự ban phúc về tinh thần của 5 vị nữ thần khác chống lại bà ta. Khi bà ta thua trận, Iya sẽ ban cho nữ hoàng Tuyết lời chúc tình yêu bằng viên đá mà Ceri đã trao, Ishtar trở về thành vị nữ thần lương thiện vốn có, bà sẽ trao lòng vị tha cho Iya - tinh thần cuối cùng.
- Heptitus, nữ thần của sự ác độc

Mụ phù thủy này sống tại Bogwood (rừng đầm lầy) nằm ở vùng đất chính. Heptitus là mụ phù thủy ác độc nhất trên trần gian, nhiều phù thủy khác đều ghen tị với sự ác độc đó. Khi cả nhóm giúp bà ta hoàn thành công việc, mụ chẳng thèm cho Iya linh thần độc ác. Cả nhóm đành phải ăn trộm nó từ cái rương cũ kĩ trong nhà bà ta. Sau này, khi Iya đập tan kế hoạch xấu xa của nữ hoàng Tuyết, mụ xuất hiện và bảo kế hoạch công phu nhiều năm trời đã bị đỗ vỡ, mụ thừa nhận chính mình đã cướp đi tình yêu của em gái Ishtar (mụ cũng sai phù thủy ác độc khác ở rừng cổ tích bắt nhốt Aisling và căn nhà gương), mụ là người đứng đằng sau tất cả âm mưu độc ác, mụ đã có thể thống trị thế giới. Mụ sẽ quyết chiến cho đến cùng với nhóm bằng phép thuật đen tối rất mạnh (mụ là trùm cuối trong game).
- Wart, tiểu quỷ

Wart có phép thuật chọc phá hữu dụng, vì thế nữ hoàng Tuyết dùng nó để cai trị Shaenlir. Wart bị hóa phép thành người trở thành tướng lĩnh của nữ hoàng băng giá. Nhiều lần Wart cầu xin nữ hoàng Tuyết thả tự do cho nó, biến nó lại thành tiểu quỷ nhưng nó vẫn còn hữu dụng với bà nên bị từ chối
- Oracle, lão thần

Oracle, bà lão già canh giữ đền Aveyond, hướng dẫn con đường nhiệm vụ cho Ean và Iya khi hai yêu tinh vừa trốn thoát khỏi Shaenlir. Sau đó, Oracle đã nói rõ cho Iya về nữ hoàng Tuyết, chỉ cách cho cả nhóm tìm rồng ở dưới tận lòng núi lửa để dùng nó bay đến vùng đất bị thất lạc. Sau trận chiến cuối cùng, Iya và cả nhóm đánh bại được Heptitus, Oracle hiện ra và bảo Heptitus ổn và bà nói rằng tất cả sáu vị nữ thần đều là con của bà và bà chính là Thượng đế, tất cả chuyện này là để thử thách Iya và nhóm. Oracle giải phép băng trên các vị vua và nữ hoàng, hóa Wart thành tiểu quỷ bình thường rồi cùng Ishtar và Heptitus biến đi mất.
- Te’ijal và Galahad, ma cà rồng

Te’ijal cùng chồng đi khắp mọi chốn sau khi dự buổi hôn lễ của Rhen và Dameon suốt hơn hai trăm năm, Iya và cả nhóm gặp họ tại Casket Hill (Thung lũng Quan tài) ở cõi chết, Galahad thừa nhận anh bị Te’ijal nắm giữ linh hồn vì cô là người tạo ra anh.
- Đội sóc biết nói, sóc siêu quạy

Cả nhóm tìm được linh hồn cả đội sóc (đã xuất hiện trong Aveyond 1) trong một hang động ở Nhị Nguyệt nguyên (Sơn nguyên có hai Mặt Trăng) tại cõi chết. Sóc trưởng hứa với cả nhóm của Ean sẽ điều khiển phi thuyền quân sự dùng để bắn phá làm nổ tung lớp băng dày đặc bao quanh Shaenlir với điều kiện lấy lại linh hồn cho con sóc gian xảo ấy từ tay Chúa tể hồn ma. Khi sóc trưởng điều khiển phi thuyền bắn phá lớp băng, viên đại đạn dội lại làm chú sóc siêu quạy này chết thêm lần nữa.

## Các thành phố, ngôi làng trong Aveyond 2 Ean's Quest
- Elfwood, rừng yêu tinh nằm ở thung lũng phép thuật Vale- một nơi tách biệt hoàn toàn với thế giới con người hỗn tạp bên ngoài, dân cư là những yêu tinh sống hòa hợp với thiên nhiên. Chỉ có những ca sĩ (dòng họ của Iya) mới có thể mở cánh cổng thần ở cây đại thụ sang thế giới khác bằng cách hát bài ca phép thuật.
- Shaenlir, thành phố mùa đông lạnh giá quanh năm nằm trên dải núi tây bắc vùng đất chính, cuộc sống dân cư khắc khổ, chống chọi lại cái lạnh. Khi nữ hoàng Tuyết lên kế hoạch trải lớp băng vĩnh cửu khắp thế giới, Shaenlir là thành phố đầu tiên bị bọc kín trong lớp tuyết dày đặc.
- Ryva, làng quê nông nghiệp nằm ở phía tây vùng đất chính, là nơi cung cấp lương thực lớn nhất cho Thais. Cuộc sống ở Ryva lặng lẽ và thanh bình, hòa hợp với sông suối, cây cối, chim muông.
- Ravenwood, ngôi làng nằm ở phía tây nam vùng đất chính, có mưa quanh năm và rừng bao bọc. Dân cư là những thợ săn giỏi.
- Thais, nằm ở trung tâm vùng đất chính, là thành phố lâu đời và hùng mạnh nhất thế giới. Cuộc sống dân cư thanh bình, yên ả. Thais còn nổi tiếng là nơi tạo ra những loại đồng hồ kì lạ.
- Nông trại Grimm, nằm ở phía bắc vùng đất chính, nông tại chăn nuôi gia súc, gia cầm lấy sữa và trứng, trồng cây ăn quả, là nơi cung cấp thực phẩm chính cho Candar. Sau này bà lão chủ nhân Giselle bán cho cả nhóm trang trại, nhờ Ean trông giúp bà công việc này.
- Candar, thành phố tình yêu nằm ở phía bắc vùng đất chính. Những biểu tượng tình yêu, cho lứa đôi kết hợp với sân vườn cỏ non, các cây tình yêu với quả là trái tim đỏ… tạo nên nét đặc trưng. Ngoài ra ở đây còn có nhà hàng, nhà tổ chức hôn lễ,… dành cho những cặp đôi hạnh phúc. Candar còn nổi tiếng là nơi cư ngụ của hai nhà văn với những cuốn tiểu thuyết lãng mạn, luôn đối lập nhau- Ivanna và Beatrice.
- Bogwood, rừng đầm lầy nằm ở bờ đông nam của vùng đất chính, dân cư là những phù thủy với mong muốn trở thành diễn viên. Ngôi làng nổi tiếng là nơi ở của mụ phù thủy ác độc nhất thế giới.
- Seri, thành phố nắng gắt này nằm ở bờ đông bắc của vùng đất chính, Seri nằm trong sa mạc nhưng ven biển. Nữ hoàng Tuyết cử quân đến đây công khai để truy nã Iya và để thám thính tình hình.
- Verashema, nằm trên một đảo lớn gọi là nơi hoang dã, dân cư là những yêu tinh sống hòa hợp với sông suối. Đặc biệt ở đây là nơi có nhiều đá quý, dùng để trang trí nhà, gạch… do các chú lùn khai thác trong hầm mỏ ở rừng.
- Happily Ever After, ngôi làng phép thuật "Sống hạnh phúc mãi mãi về sau" nằm giữa rừng cổ tích và sơn nguyên phép thuật trên một vùng đảo tên là "Những câu chuyện thần tiên". Ngôi làng thanh bình yên ả như những nốt nhạc du dương làm ru ngủ bất cứ ai viếng thăm. Trong làng có những cô gái hay kể câu chuyện mộng mơ có chàng hoàng tử, nàng công chúa.
- Eredar, thành phố cổ nằm trên dãy Nhân ngư cao đồ sộ ở vùng đất bị thất lạc, sau nhiều thế kỉ, thành phố đã trở thành đống đổ nát, hoang sơ.
- Casket Hill, thung lũng quan tài là một ngôi làng ma nằm ở cõi chết, là nơi chứa những linh hồn bị thất lạc. Trong làng còn có thầy chiêu hồn, kị sĩ đầu lâu, chúa tể cõi chết.

## Âm nhạc trong Aveyond 2 Ean's Quest
Sau thành công vang dội ở phần 1, Aaron Walz và Walz music tiếp tục làm nhạc nền cho phần tiếp theo của loạt game Aveyond nổi tiếng này.

## Sự tiếp nhận của công chúng
Aveyond 2 đã nhận được nhiều phản hồi tốt đẹp của cộng đồng chơi game. Phiên bản, đồ họa, chi tiết của nó đẹp hơn game kế vị nó rất nhiều.
Erin Bell của Gamezebo nói: "Đó là một ví dụ tuyệt vời của một trò chơi nhập vai giản dị, nó mang lại một cuộc phiêu lưu giả tưởng thú vị và rất dễ tiếp cận."
Neal Chandran từ giới hâm mộ trò chơi nhập vai trên toàn thế giới nói rằng: "Aveyond 2 đại diện cho một trò chơi nhập vai độc lập phát triển đến mức tuyệt vời và nó là một cánh lông trên nón của Amaranth Games và rằng mặc dù nó không liên quan cốt truyện gì đến trong loạt Aveyond của bất kỳ phần nào nhưng nó đã thêm vào một mục nhập vai khác làm cho loạt game này vững chắc."
Aveyond 2 xếp vị trí thứ 2 hạng mục game hay nhất của năm 2007 do Game Tunnel bình chọn. Nó còn nhận được các giải khác như Giải cầu thủ Game và Giải 3 game nhập vai của năm.
| Các nhà giới thiệu, phân phối và đánh giá chất lượng game trên thế giới | Số điểm đánh giá/ Tổng điểm |
| ----------------------------------------------------------------------- | --------------------------- |
| Gamezebo                                                                | 4 /5                        |
| Giới hâm mộ game nhập vai trên toàn thế giới bình chọn                  | 85 /100                     |